# Puchar Świata w kolarstwie przełajowym 2000/2001
Puchar Świata w kolarstwie przełajowym w sezonie 2000/2001 to 8. edycja tej imprezy. Organizowany przez UCI, obejmował tylko zawody dla mężczyzn. Pierwszy wyścig odbył się 5 listopada 2000 roku we włoskim Bergamo, a ostatni 21 stycznia 2001 roku we francuskim Pontchâteau.
Trofeum sprzed roku bronił Belg Sven Nys. W tym sezonie triumfował Holender Richard Groenendaal.

## Wyniki
| Lp | Miejscowość    | Data              | 1. miejsce          | 2. miejsce          | 3. miejsce          |
| -- | -------------- | ----------------- | ------------------- | ------------------- | ------------------- |
| 1. | Bergamo        | 5 listopada 2000  | Richard Groenendaal | Bart Wellens        | Mario De Clercq     |
| 2. | Tábor          | 18 listopada 2000 | Bart Wellens        | Richard Groenendaal | Mario De Clercq     |
| 3. | Leudelange     | 3 grudnia 2000    | Richard Groenendaal | Erwin Vervecken     | Petr Dlask          |
| 4. | Heusden-Zolder | 17 grudnia 2000   | Sven Nys            | Petr Dlask          | Bart Wellens        |
| 5. | Zeddam         | 7 stycznia 2001   | Sven Nys            | Petr Dlask          | Richard Groenendaal |
| 6. | Pontchâteau    | 21 stycznia 2001  | Richard Groenendaal | Daniele Pontoni     | Petr Dlask          |

## Klasyfikacja generalna
| Lp. | Zawodnik            | Punkty |
| --- | ------------------- | ------ |
| 1.  | Richard Groenendaal | 310    |
| 2.  | Bart Wellens        | 225    |
| 3.  | Mario De Clercq     | 223    |
| 4.  | Petr Dlask          | 218    |
| 5.  | Erwin Vervecken     | 190    |
| 6.  | Sven Nys            | 179    |
| 7.  | Tom Vannoppen       | 173    |
| 8.  | Daniele Pontoni     | 150    |
| 9.  | Jiří Pospíšil       | 149    |
| 10. | Gerben De Knegt     | 123    |